# 만추로돈
만추로돈(Manchurodon)은 중국 북동부에서 1938년 발견된 원시 포유류이다. 쥐라기 함탄층에서 발견되었다. 동양에서 가장 오래된 포유류 중 하나다. 두더지만큼 작다. 북아메리카와 영국에 분포한다.

## 같이 보기
- 두더지